# ID-kaart

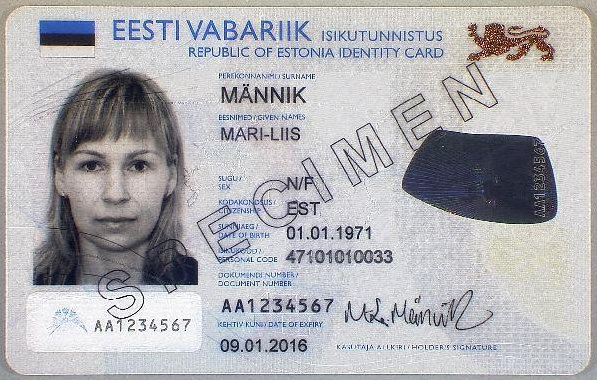

ID-kaart ist ein obligatorisches Ausweisdokument für Bürger Estlands. Neben der normalen Identifizierung einer Person kann ein Personalausweis auch zur Feststellung der Identität in der elektronischen Umgebung und zur Abgabe einer digitalen Signatur verwendet werden.
Das obligatorische Ausweisdokument eines Bürgers der Europäischen Union ist auch ein Personalausweis, auch ID-Karte genannt. Der estnische Personalausweis kann zum Überschreiten der estnischen Grenze verwendet werden, die estnischen Behörden können jedoch nicht garantieren, dass andere EU-Mitgliedstaaten den Ausweis als Reisedokument akzeptieren.
Der estnische Staat stellt mehrere Arten von Ausweisdokumenten aus, die üblicherweise als estnischer Personalausweis bezeichnet werden. Dabei handelt es sich um den Personalausweis, den digitalen Personalausweis, die Aufenthaltserlaubniskarte, den digitalen Personalausweis des E-Residenten und den Diplomatenausweis.
Obwohl diese Ausweisdokumente an unterschiedliche Personengruppen ausgestellt werden und unterschiedlich aussehen, bieten alle Dokumente über einen Chip die gleiche elektronische Funktionalität.
Im Februar 2007 führte Estland als erstes Land der Welt die elektronische Stimmabgabe bei Parlamentswahlen ein. Über 30.000 Wähler nahmen an der elektronischen Wahl des Landes teil. Bei den Parlamentswahlen 2023 wurden 51,2 % der Stimmen elektronisch abgegeben.